# Henrik Henriksson (företagsledare)
Olof Henrik Gudmund Henriksson, född 11 april 1970, är en svensk civilekonom och företagsledare.
Henriksson tillträdde  som verkställande direktör och koncernchef i Scania den 1 januari 2016. Han anställdes som trainee på Scania 1997 och ingick från år 2012 i företagets verkställande ledning, där han hade ansvar för försäljning och marknadsföring.
I februari 2021 meddelades det att Henriksson lämnar sitt jobb som vd för Scania och blir ny vd för företaget H2 Green Steel, som skall etablera en fabrik för tillverkning av fossilfritt stål i Bodens kommun.